# زلفک‌داران
زلفک‌داران (نام علمی: Epermeniidae) نام یک تیره از زیرراسته دوروزنه‌ای است.